# Genoa (Nevada)
Genoa é uma região censitária no condado de Douglas, estado de Nevada, nos Estados Unidos. Foi fundada em 1851, e foi o primeira povoação naquilo que tornar-se-ia no Território do Nevada. Fica situado no vale do rio Carson e fica a cerca de 68 quilómetros da sul de Reno. A população da região censitária homónima era de 939 habitantes, segundo o censo realizado em 2010.

## História

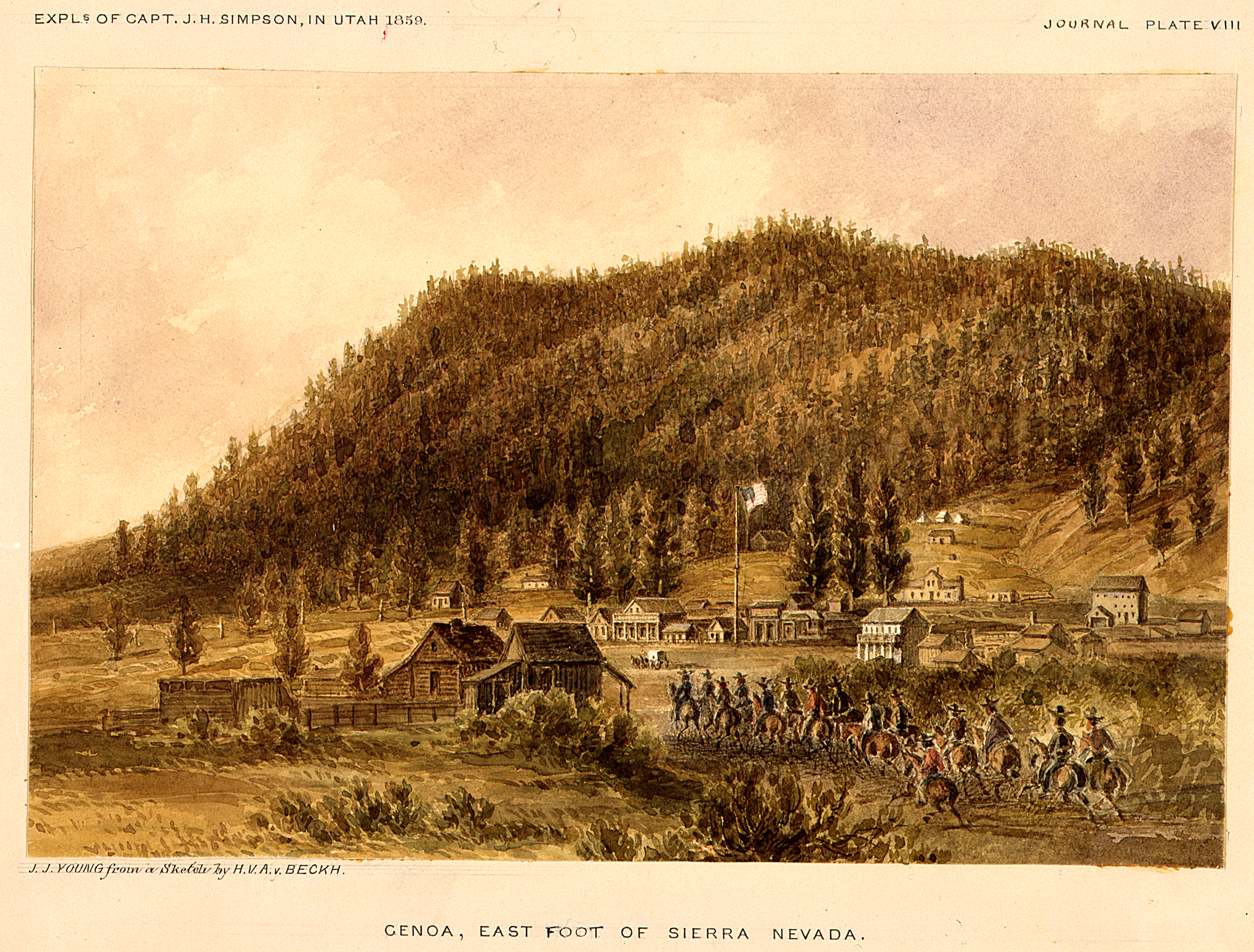
Expedição de James H. Simpson, Genoa, Nevada.

Ficava localizada no Território de Utah antes de ser criado o Território do Nevada, Genoa foi criada em 1861, foi primeiramente colonizada por pioneiros Mormons. A localidade foi primeiramente chamada Mormon Station, por causa do entreposto que servia para o descano dos viajantes do  California Trail. Orson Hyde mudou o nome da comunidade para Genoa, homenageando assim a cidade italiana homónima. Os povoadores Mórmons abandonaram a localidade em 1857 quando foram chamados por Brigham Young devido à Guerra de Utah.
A comunidade teve o primeiro hotel, jornal e tribunal do estado de Nevada. O primeiro jornal de Nevada Territorial Enterprise, foi fundado em Genoa, em 1858, mas foi deslocalizado para Virginia City em 1860 O Genoa Bar foi frequentado por Mark Twain, Teddy Roosevelt e Johnny Cash e foi usado em filmes de  John Wayne e Clint Eastwood.
Uma grande parte da povoação, incluindo o forte original e o hotel foram destruídos num fogo que teve lugar em 28 de junho de  1910, mas uma réplica do forte foi construída em 1947. Genoa foi sede do condado de Douglas até 1916, ano em que passou para Minden, tendo muitos dos negócios partido para essa comunidade. Todos os anos, desde 1919 tem lugar em Genoa um festival chamado "Candy Dance",onde doces, comida e peças de artesanato são vendidos para apoiar a comunidade local, tudo acompanhado com dança. Este festival, normalmente tem lugar na última semana de setembro.
A cerca de um quilómetro a sul de Genoa  David Walley's Resort, umas termas naturais e com spa. Foi construído em 1862 e conhecidas como Walley's Hot Springs. Em 1 de outubro de 1934, Baby Face Nelson e membros do seu gang chegaram a Walley's Hot Springs, escondendo-se durante um mês, antes de regressarem a Chicago, onde Nelson foi abatido por agentes do FBI.
Tal como Génova em Itália, o nome da comunidade do Nevada é pronunciado com acento tónico na segunda sílaba: juh-NO-uh.

## Geografia
Genoa fica localizada no lado ocidental do vale de Carson, a 11 quilómetros a noroeste de  Minden, a sede do condado. De acordo com o United States Census Bureau, a região censitária tinha uma área de 23,79 km2, todos de terra.

### Clima
A área tem segundo a  Classificação climática de Köppen-Geiger, Genoa tem um clima mediterrânico 

## Distrito histórico de Genoa
O "Distrito Histórico de Genoa", a cerca de 11 quilómetros a sul de Minden é uma porção da comunidade de Genoa, mais exatamente  52,4 há, foi listado no  National Register of Historic Places em 1975.  Historicamente conhecida como  Mormon Station, a área histórica de arquitetura vitoriana inclui o tribunal e a câmara municipal entre 29 outros edifícios 
Genoa foi o primeiro povoado fundado naquilo que é hoje o estado do Nevada ,tendo  começado como um entreposto no Emigrant Trail para a Califórnia, Edifícios relevantes do distrito histórico incluem a réplica da  Mormon Station (1947?), a Sala Maçónica(1868), o Bar Genoa(1855), edifício dos bombeiros (1971), uma loja e uma estação de gasolina (1971), e o edifício do antigo tribunal (1865).